# Manipura chakra

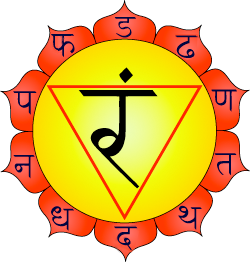
Chakra manipura, se representa como una flor de diez pétalos, con un triángulo rojo representando el tattva del fuego. La letra en sánscrito del centro es ram.

Manipura, de acuerdo a las tradiciones del tantrismo, se refiere al chakra manipura (en sánscrito: मणिपूर चक्, AITS: maṇipūra cakra, en castellano: 'ciudad de las joyas' o 'asiento de las gemas), es considerado el tercero de los seis chakras primarios, y se ubica ligeramente por debajo del plexo solar.

## Etimología del término
La palabra sánscrita manipura significa ‘ciudad de las joyas’:
- maṇipūra, en el sistema AITS se compone de dos palabras:
  - maṇi que significa 'joya' o 'gema'.[7]
  - pura que significa 'ciudad'.[8]
- मणिपूर, en escritura devanāgarī del sánscrito.

La palabra sánscrita chakra significa ‘rueda’:
- cakra, en el sistema AITS.[9][10]
- चक्र, en escritura devanāgarī del sánscrito.

## Descripción

### Ubicación
Este centro se ubica en la boca del estómago sobre el plexo epigástrico. Este es el lugar del fuego y los pares de opuestos en donde se generan emociones y pasiones. Al concentrarse en este centro, la rabia se suprime.

### Símbolos
El manipura está descrito como una flor con 10 pétalos de color azul. El triángulo rojo que apunta hacia abajo, dentro de un círculo amarillo, representa el tattva del fuego, su elemento asociado.
También el tercer chakra está simbolizado por el carnero, la imagen de la fuerza del agni (en sánscrito: अग्नि, AITS: agni, en castellano: 'fuego'). Es la energía del elefante del centro muladhara pero en una nueva forma: un animal de sacrificio que simboliza el sacrificio de las pasiones. Según el tantrismo, uno ha superado el mayor peligro al hacerse consciente de sus deseos y pasiones fundamentales.

### Matrikas
En cada pétalo se inscriben las 10 consonantes o matrikas (AITS: mātṛkās), que son las letras del alfabeto pronunciadas como mantras. Así tenemos, desde arriba en sentido horario:

| n.º | Matrika | Consonante | Consonante en sánscrito | Descripción    | Ref.          |
| --- | ------- | ---------- | ----------------------- | -------------- | ------------- |
| 1   | Dang    | ḍa         | ड                       | sonido palatal | [ 19 ] [ 20 ] |
| 2   | Dhang   | ḍha        | ढ                       | sonido palatal | [ 19 ] [ 20 ] |
| 3   | Rlang   | ṇa         | ण                       | sonido palatal | [ 19 ] [ 20 ] |
| 4   | Tang    | ta         | त                       | sonido dental  | [ 19 ] [ 20 ] |
| 5   | Thang   | tha        | थ                       | sonido dental  | [ 19 ] [ 20 ] |
| 6   | Dang    | da         | द                       | sonido dental  | [ 19 ] [ 20 ] |
| 7   | Dhang   | dha        | ध                       | sonido dental  | [ 19 ] [ 20 ] |
| 8   | Nang    | na         | न                       | sonido labial  | [ 19 ] [ 20 ] |
| 9   | Pang    | pa         | प                       | sonido labial  | [ 19 ] [ 20 ] |
| 10  | Phang   | pha        | फ                       | sonido labial  | [ 19 ] [ 20 ] |

Los diez pétalos se dividen en dos grupos: un grupo de cinco prāṇas asociados al nadi idá y el otro grupo asociados al nadi pingalá.

### Vritti
En cada pétalo también se inscriben 10 vritti (en sánscrito: वृत्ति, AITS: vrtti, en castellano: 'vórtice' o 'torbellino'). Los vritti son fluctuaciones de pensamiento, tendencias o torbellinos mentales, que deben ser suspendidos a través del yoga. Los vritti que deben ser manejados en el manipura son, desde arriba en sentido horario:
| n.º | Vritti    | En sánscrito | En AITS  | Descripción                              | Ref.                        |
| --- | --------- | ------------ | -------- | ---------------------------------------- | --------------------------- |
| 1   | Kashaya   | कषाय          | Kaṣāya   | Irritabilidad, mal genio, ira            | [ 17 ] [ 25 ] [ 26 ]        |
| 2   | Trishna   | तृष्णा          | Tṛṣṇā    | Sed, deseo, codicia, avaricia            | [ 17 ] [ 25 ] [ 27 ]        |
| 3   | Irsya     | ईर्ष्या         | Īrṣyā    | Envidia, celos                           | [ 17 ] [ 25 ] [ 28 ]        |
| 4   | Pishunata | पिशुनता         | Piśunatā | Crueldad                                 | [ 17 ] [ 25 ] [ 29 ]        |
| 5   | Lajja     | लज्जा          | Lajjā    | Vergüenza                                | [ 17 ] [ 25 ] [ 30 ] [ 31 ] |
| 6   | Bhaya     | भय           | Bhaya    | Miedo, angustia, ansiedad                | [ 17 ] [ 25 ] [ 32 ]        |
| 7   | Ghrina    | घृणा           | Ghṛṇā    | Odio                                     | [ 17 ] [ 25 ] [ 33 ]        |
| 8   | Moha      | मोह           | Moha     | Apego a lo material                      | [ 17 ] [ 25 ] [ 34 ]        |
| 9   | Susupti   | सुषुप्ति         | Suṣupti  | Letargo, pereza, fatiga                  | [ 17 ] [ 25 ] [ 35 ]        |
| 10  | Visada    | विषाद          | Viśāda   | Tristeza, melancolía, decepción, rechazo | [ 17 ] [ 25 ] [ 36 ]        |

## Función
El manipura es el centro de la fuerza de voluntad, la manifestación de la luz y la intensidad. De acuerdo a Jung, en este centro en donde uno se identifica con lo divino, como parte de la sustancia divina al identificarse como alma inmortal. Una vez hecha esta realización y sacrificados los deseos y las pasiones, es posible ascender al cuarto chakra: anahata.

### Activación
El Bija mantra para activar este chakra es Ram. La nota musical para la activación es Gandhara o Ga (en sánscrito: गान्धार, que corresponde a la nota Mi en el sistema de notación musical latino.

## Nombres alternativos
- En el Tantrismo: manipura, manipuraka, dashapatra, dashadala padma, dashapatrambuja, dashachchada, nabhipadma, nabhipankaja[17]
- En los Vedas (Upanishads tardíos): manipura, manipuraka, nabhi chakra[17]
- En los Puranas: manipura, nabhi chakra[17]